# Conclave de 1455

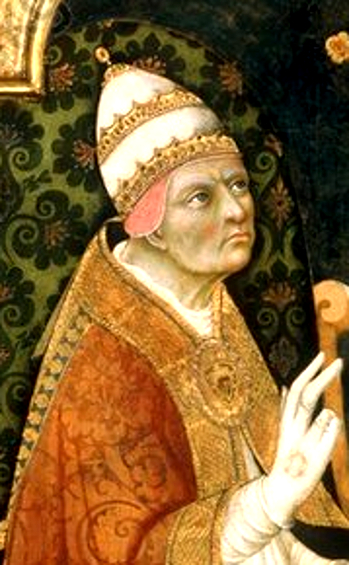
Calixte III

Le conclave de 1455 se déroule à Rome, du 4 au 8 avril 1455, juste après la mort du pape Nicolas V et aboutit à l'élection du cardinal Alonso de Borja i Llançol qui devient le pape Calixte III.

## Source
- (en) Cet article est partiellement ou en totalité issu de l’article de Wikipédia en anglais intitulé « Papal conclave, 1455 » (voir la liste des auteurs).

Ivan Cloulas : Les Borgia
Henri Pigaillem : La splendeur des Borgia